# Batealit
Batealit is een bestuurslaag in het regentschap Jepara van de provincie Midden-Java, Indonesië. Batealit telt 4334 inwoners (volkstelling 2010).